# 黔东花猪
黔东花猪是中国地方猪品种之一，分布于贵州省东南部。
黔东花猪主要分布在黔东南苗族侗族自治州的锦屏县、天柱县、黎平县、三穗县、剑河县、台江县、镇远县等地和铜仁市的玉屏侗族自治县。
黔东花猪毛色有两头乌、大白花、黑白花和全黑等几类。初产母猪平均窝产活仔数为7.4头，初生个体重0.60 kg。经产母猪平均窝产活仔数为10.6头，初生重为0.67kg。
1986年，黔东花猪列入《贵州省畜禽品种志》。